# Itelleq Killeq
Itelleq Killeq è un villaggio della Groenlandia di 1 abitante (gennaio 2005). Si trova a 60°51'N 46°25'O; appartiene al comune di Kujalleq.